# ستراتيغو
ستراتيغو هي لعبة لوحة تضم 10 × 10 مربع واثنين من اللاعبين مع كل لاعب 40 قطعة. القطعة تمثل فرادى الضباط والجنود في الجيش. والهدف من اللعبة هو إما البحث والقبض على علم الخصم أو لالتقاط الكثير من قطع المنافس أنه / أنها لا يمكن أن تجعل أي خطوات أخرى. لا يمكن للاعبين ان يروا قطع بعضهم البعض لذلك التضليل واكتشاف عناصر مهمة من اللعبة.

## اللعبة

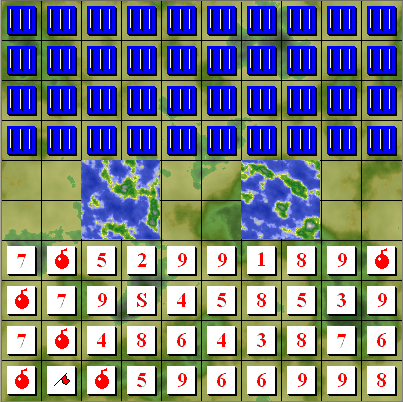
لعبة ستراتيغو على الحاسوب

عادة، لاعب واحد يستخدم القطع الحمراء، والآخر يستخدم القطع الزرقاء. يتم تلوين القطع على كلا الجانبين، بحيث يمكن للاعبين بسهولة تمييز قطعهم وقطع خصومهم. تتم طباعة الرتب على جانب واحد فقط وضعت لاعبين بحيث لا يمكن للخصم أن يرى الرتب. كل لاعب ينتقل بدوره في قطعة واحدة. إذا تم نقل قطعة الصعود إلى مربع التي تحتلها قطعة معارضة، يتم الكشف عن هوياتهم، تتم إزالة القطعة الأضعف من اللوحة، ويتم نقل الأقوى في المكان المحتل سابقا من قبل القطعة الأضعف. اٍذا كانت القطع متساوية الرتبة تبعد كلاهما من اللوحة.قد تنتقل القطع إلى مربعات غير محتلة.
لا يمكن أن تنتقل القطع إلى ساحتين داخل اللوحة، كل 2 × 2، يكون تم إدخاله من قبل قطع أي من اللاعبين في أي وقت. وهي تظهر البحيرات في ساحة المعركة وتكون بمثابة نقاط الاختناق لجعل الهجمات أقل أمامي مباشرة.

## الخطة
اللاعبين يرتبون القطع الاربعين باي ترتيب على المواقع الموجودة على اللوحة-(4x10)-.مثل ما قبل اللعب يميز إستراتيجية أساسية من اللاعبين خاصة، ويؤثر على نتيجة المباراة

## القطع
لمعظم القطع المرتبة وحدها تحدد النتيجة لكن هناك قطع خاصة، معظم القطع الخاصة هي القنبلة.لذالك فان عمال المناجم (مرتبة)هم الوحيدون القادرون على تعطيل القنبلة.كل فريق لديه جاسوس واحد فقط لذالك فهو الوحيد الذي يفوز عندما يهجم على المرتبة الأعلى التي هي المارشال.الجاسوس يخسر عندما يهاجم أي قطعة باستثناء المارشال.
من المرتبة الأعلى إلى المرتبة الانزل القطع هي:
| المرتبة | القطعة     | الرقم المتوفر | قدرات خاصة                                                  |
| ------- | ---------- | ------------- | ----------------------------------------------------------- |
| 1 أو 10 | مارشال     | 1             |                                                             |
| 2 أو 9  | جنرال      | 1             |                                                             |
| 3 أو 8  | عقيد       | 2             |                                                             |
| 4 أو 7  | رائد عسكري | 3             |                                                             |
| 5 أو 6  | كابتن      | 4             |                                                             |
| 6 أو 5  | نقيب       | 4             |                                                             |
| 7 أو 4  | رقيب       | 4             |                                                             |
| 8 أو 3  | عامل منجم  | 5             | يمكنه تعطيل القنبلة                                         |
| 9 أو 2  | كشاف       | 8             |                                                             |
| s       | جاسوس      | 1             | يمكنه هزم المارشال                                          |
| B       | قنبلة      | 6             | يمكنها تفجير اي قطعة باستثناء عامل المنجم، لا يمكنها التحرك |
| F       | علم        | 1             | يمكن بها الفوز إذا قبضت، لا يمكنها التحرك                   |

هناك علم واحد وست قنابل، العلم والقنابل هما الوحيدان اللذان لا يهجمان.القنابل يظلون على اللوحة إذا هوجمو الا إذا هوجمو بعمال المناجم.كل القطع المتحركة باستثناء الكشاف يتحركون خطوة واحدة افقيا أو راسيا.الكشاف يتحرك باي عدد من الخطوات في خط مستقيم (مثل الطابية في الشطرنج).في النسخة القديمة الكشاف يمكنه المهاجمة فقط من القطع المجاورة له.في النسخ الجديدة يمكن للكشاف ان يتحرك لعدد من المربعات، خاتما بهجوم على قطعة الخصم.ليس هناك قطعة تستطيع التحرك مائلا أو التحرك إلى الوراء.

## الاستراتيجية
مع الاختلاف مع الشطرنج ستراتيغو لعبة مع معلومات غير كاملة.جمع المعلومات الخطط والتفكير في اللعب قوانين مهمة في ستراتيغو.

### الاستراتيجية الأساسية
إستراتيجية الشاملة في ستراتيغو تنطوي على:
- وضع قطعة واحدة في البداية، وذلك لحماية العلم، في حين ربما مضللة الخصم وإلى حيث هي
- جعل قطعة قوية متاحة للهجوم
- تحديد الأنماط في حركة العدو أثناء اللعب التي تعطي أدلة إلى توزيع قواته أو لها
- بدءا من أقوى قطع والقنابل بعيدا عن علم (على الرغم من أن هذا أمر محفوف بالمخاطر، وذلك لخداع الخصم أحد في الهجوم على الجانب الخطأ من اللوحة

وضع الجاسوس بعيدا جدا إلى الأمام، على سبيل المثال، يجعل من المرجح أن يتم القبض في وقت مبكر، ولكن أيضا وضعه يعود قد جعلها غير قابلة للوصول عندما يتم التعرف على المارشال العدو. وبالمثل، عمال المناجم ضعيفون، ولكن قد تكون هناك حاجة قدرتها على نزع فتيل القنابل في وقت مبكر (على الرغم من بعض اللاعبين يفضلون ترك القنابل «لم تنفجر» أطول فترة ممكنة، ولا سيما إذا كانت تعوق تحركات الخصم). إيداع «قوات الاحتياط» في الصف في المؤخرة ونشر الكشفية، والتي يمكن ان تتحرك في خط مستقيم ودون عوائق، هو أيضا وجهة نظر إستراتيجية.
أثناء اللعب، يجب التعرف على اللاعبين القنابل دون تضحية عددا كبيرا من القوات، وتحديد المكان المحتمل للعلم العدو، وتشكل خطة الهجوم الذي يأخذ في الاعتبار احتمال صفوف القوات والموقع الدقيق للقنابل التي تحيط عادة العلم.